# Liste der Naturdenkmale in Oberhausen-Rheinhausen
| Naturdenkmale | Anzahl |
| ------------- | ------ |
| FND           | 4      |
| END           | 0      |
| Gesamt        | 4      |

Die Liste der Naturdenkmale in Oberhausen-Rheinhausen nennt die verordneten Naturdenkmale (ND) der im baden-württembergischen Landkreis Karlsruhe liegenden Gemeinde Oberhausen-Rheinhausen. In Oberhausen-Rheinhausen gibt es insgesamt vier als Naturdenkmal geschützte Objekte, alle sind flächenhafte Naturdenkmale (FND), keines ist ein Einzelgebilde-Naturdenkmal (END).
Stand: 1. November 2016.

## Flächenhafte Naturdenkmale (FND)
| Name                     | Bild | Kennung     | Einzelheiten           | Position | Fläche Hektar | Datum         |
| ------------------------ | ---- | ----------- | ---------------------- | -------- | ------------- | ------------- |
| Domkapitelswiesen        | BW   | 82151070004 | Oberhausen-Rheinhausen | ⊙        | 2,6           | 28. Nov. 1991 |
| Gänslach                 | BW   | 82151070003 | Oberhausen-Rheinhausen | ⊙        | 1,1           | 22. Feb. 1989 |
| Sandgrube am Sermsgewann | BW   | 82151070002 | Oberhausen-Rheinhausen | ⊙        | 2,2           | 22. Feb. 1989 |
| Wiese am Erlichsee       | BW   | 82151070001 | Oberhausen-Rheinhausen | ⊙        | 3,5           | 9. Nov. 1989  |
| Legende für Naturdenkmal |      |             |                        |          |               |               |